# جیم کاراسترز
جیم کاراسترز (انگلیسی: Jim Carstairs؛ زادهٔ ۲۹ ژانویهٔ ۱۹۷۱) فوتبالیست اهل بریتانیا است.
از باشگاه‌هایی که در آن بازی کرده‌است می‌توان به باشگاه فوتبال کمبریج یونایتد، باشگاه فوتبال سنت آلبنز سیتی، باشگاه فوتبال برنتفورد، باشگاه فوتبال آرسنال، باشگاه فوتبال استوک‌پورت کانتی، و باشگاه فوتبال استوک‌پورت کانتی، اشاره کرد.